# جوجه هر یکشنبه
جوجه هر یکشنبه (انگلیسی: Chicken Every Sunday) یک فیلم کمدی به کارگردانی جرج سیتون است که در سال ۱۹۴۹ منتشر شد.

## بازیگران
- دن دیلی
- سلست هولم
- آلن یونگ
- کالین تاونزند
- کانی گیلکریست
- ناتالی وود
- ودا ان برگ
- ویلیام فرالی
- هال کی. داسون